# Pinus ravii
Pinus ravii — рідкісний, напівспірний вид великих хвойних рослин родини соснових.
Його батьківщиною є Аруначал-Прадеш на півночі Індії, де він росте в помірному кліматі в Гімалайському хребті. Pinus ravii має сіро-білий вигляд з аномальною структурою порівняно з Pinus wallichiana (до якого спочатку був синонімом).